# Каратау (хребет, Южный Урал)
Карата́у (баш. Ҡаратау "чёрная гора") — горный хребет, западный отрог Южного Урала, расположенный на границе Башкортостана и Челябинской области России.
Длина хребта составляет около 75 километров, высота — до 691 м. Ширина на западе равна 10—13 км, в центральной части 5—6 км и на востоке 8—10 км.
На всем протяженности он разделяет два субъекта Российской Федерации — Башкортостан и Челябинскую область. Средняя высота хребта Каратау — 600 метров над уровнем моря. Высшая точка Каратау — гора Ак-Тюбе (691 м), расположенная в западной его части. Слово «актюбе» с башкирского языка переводится как «белая возвышенность, вершина».
Сложен преимущественно известняками, песчаниками, глинистыми сланцами. Имеется месторождение бурого угля.
Хребет Каратау вытянут несколькими параллельными грядами. Склоны хребта покрыты смешанными лесами (ель, пихта, липа), имеются одиночные лиственницы. К востоку от хребта проходит граница сплошного распространения восточноевропейских липовых, дубовых, кленовых и ильмовых лесов.